# Metodo Schlieren

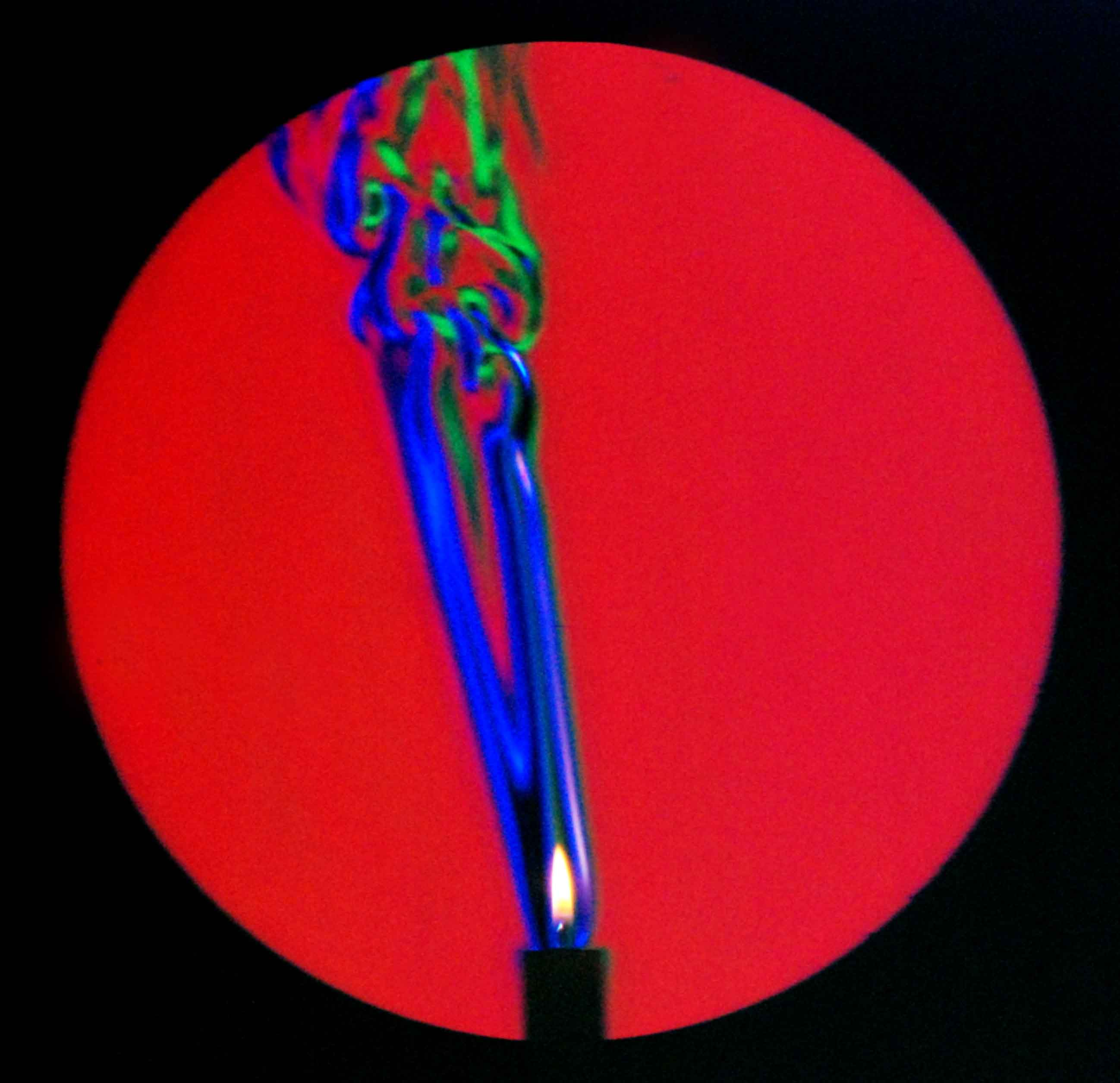
Fotografia con il metodo Schlieren del pennacchio termico della fiamma di una candela, mosso da una corrente d'aria proveniente da destra

Il metodo Schlieren (dal tedesco schlieren, letteralmente "metodo delle strie") è un metodo di visualizzazione delle disomogeneità ottiche dei campi di moto dei fluidi e sfrutta la variazione dell'indice di rifrazione conseguenza di gradienti di densità. Le disomogeneità presenti in un mezzo trasparente, pertanto non visibili ad un osservatore, vengono trasformate in ombre e quindi rese visibili.
La tecnica si basa sull'emissione di luce dotata di raggi paralleli.